# インターネットカフェ実験事件
インターネットカフェ実験事件（朝鮮語: PC방 실험 사건）は、2011年2月13日にMBCニュースデスクにて『ゲームの暴力性を調べるための実験』と称し、ソウル特別市内のあるインターネットカフェにて、使用中のコンピュータの電源を切断した事件である。

## 過程
2011年2月13日、MBCニュースデスクにて『度を超えた”暴力ゲーム”』という題材を報道していた。  しかし、報道内容中、MBCの取材陣が"ゲームの暴力性を調べる"という目的でソウル特別市内のインターネットカフェにて複数のカメラを設置し、 当時取材を進行していたユ・チュンファン記者がインターネットカフェのコンピュータの電源を制御盤側から切断した。すると、それまでゲームをしていた利用者らは慌て、その中には暴言なども確認された。やがて、落ち込んだ利用者らが店を出る様子を撮影した映像が報道された。そして記者はその一連について述べた。続いて、ソウル大学校心理学科の郭錦珠教授へのインタビュー映像が流れ、報道は終了した。

## 反応
放送後、多くの視聴者が『無茶な実験なのではないか』と、強引な実験を行った番組側を非難した。 また、これを風刺するために様々なパロディが登場した一方、問題の記事は、放送通信審議委員会から警告措置を受けた。

## 風刺
『ギャグコンサート』コーナーの一つである「9時頃のニュース」では、アン·ユンサン(記者役)とチャン·ギヨン(被験者役)、シン·ゴウン(心理学教授役)が、それぞれ異なるテーマで同じ暴力性の内容をパロディーした。 また、同じ放送局の芸能番組「無限挑戦」オホーツク海特集で、食べ物チームの暴力性を調べるためにイグルーを壊す実験で、SNLのGTAパロディーシリーズのうち、gta壬辰倭乱編でニュースと同じ内容で風刺した。